# Ornithogalum trichophyllum
Ornithogalum trichophyllum är en sparrisväxtart som beskrevs av Pierre Edmond Boissier. Ornithogalum trichophyllum ingår i släktet stjärnlökar, och familjen sparrisväxter. Inga underarter finns listade i Catalogue of Life.

## Bildgalleri

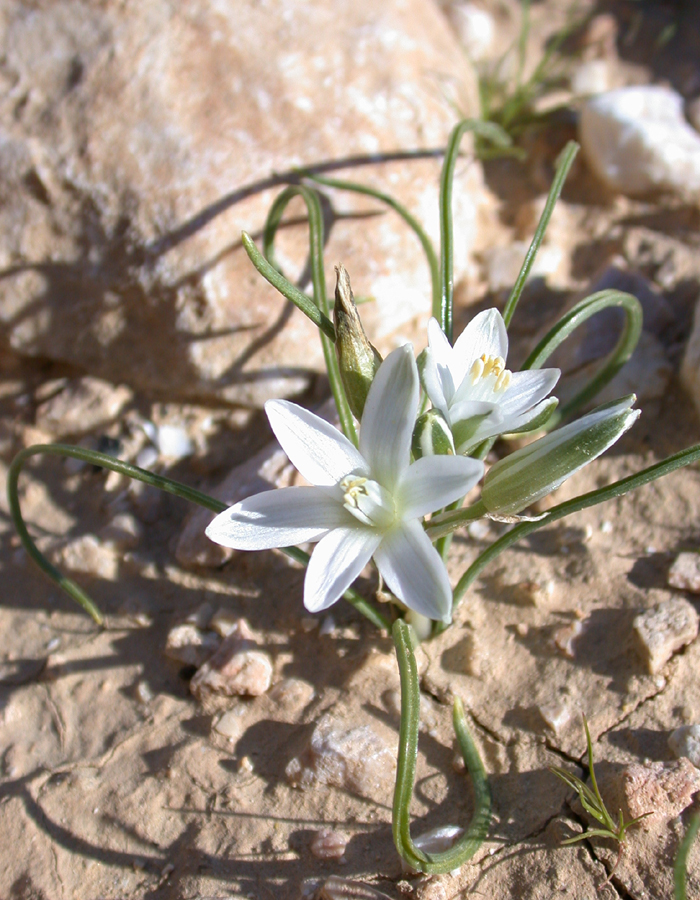